# Awadži
Ostrov Awadži (japonsky 淡路島 – Awadži šima) je ostrov v Japonsku, kde ze správního hlediska patří do prefektury Hjógo.

## Poloha
Ostrov Awadži je nejjižnější částí prefektury Hjógo, jejíž zbylá část leží severně od něj na ostrově Honšú, oddělena průlivem Akaši, přes který vede most Akaši-Kaikjó. Na jihu jej odděluje průliv Naruto překlenutý mostem Ónaruto od prefektury Tokušima na ostrově Šikoku. Na jihovýchodě jej od prefektur Ósaka a Wakajama, rovněž na ostrově Honšú, odděluje Kitanský průliv.
Awadži je největším ostrovem Vnitřního moře. Leží v jeho východní části, východněji od něj je z Vnitřního moře už pouze Ósacká zátoka.

## Dějiny
Ostrov Awadži tvořil dříve svou vlastní provincii Awadži.